# チャトラパティ

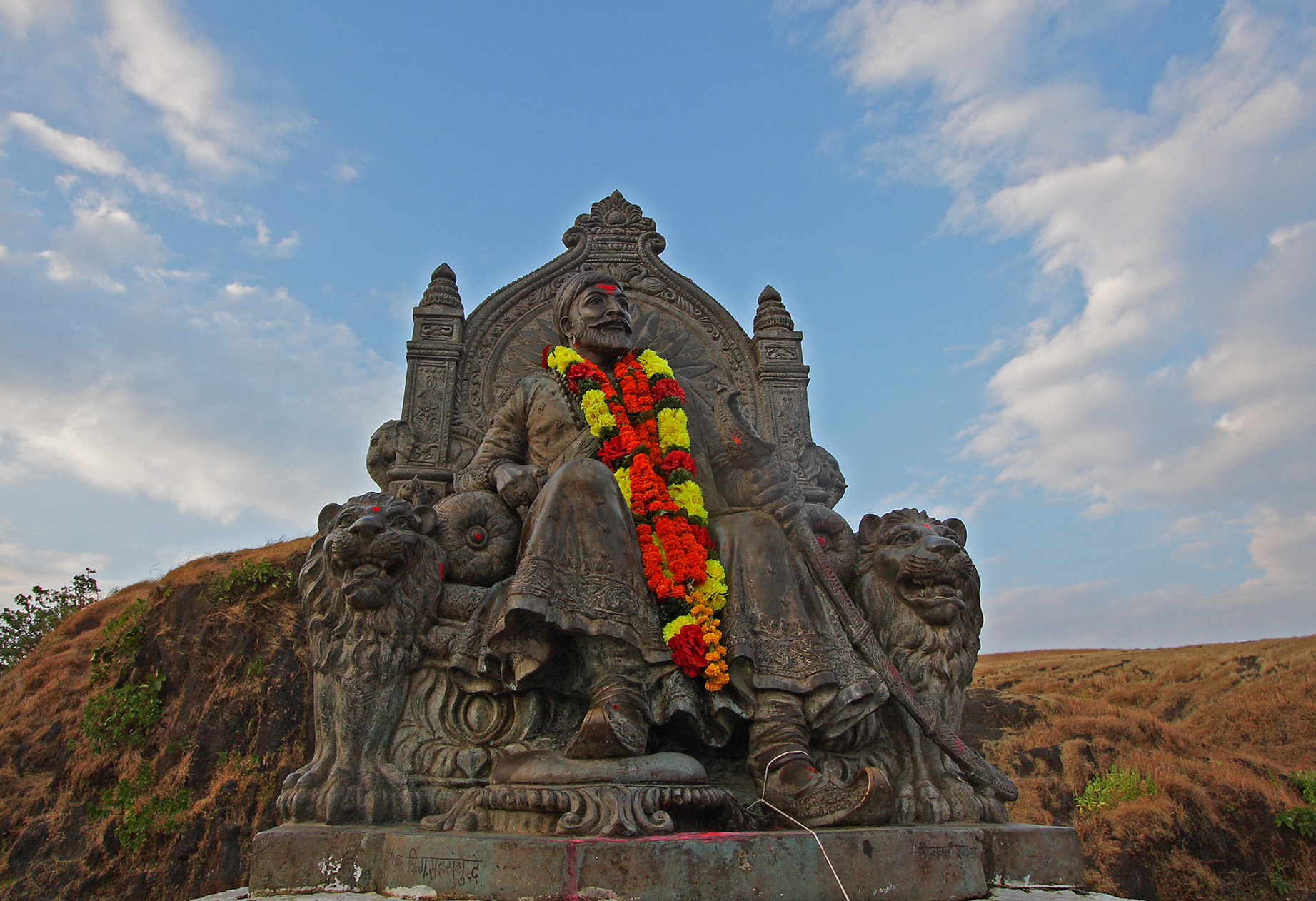
シヴァージー像

チャトラパティ（デーヴァナーガリー文字：छत्रपती, Chhattrapati）は、インドにおける称号の一つで、 マラーター王国の君主が使用した称号。

## 語源
語源に関してはいくつかの説がある。
1. サンスクリット語なら、クシャートラ/クシェートラ （kshatra, または kshetra [empire/land]）+パティ（pati [lord/husband]）で、意味は「皇帝」。
2. マラーティー語なら、チャトラ （chatra [roof or umbrella] ）+パティ（ pati [husband]）で、意味は「王」あるいは「支配者」
3. これ以外では、 クシャトリヤ（"Kshatriya"）+パティ（"Pati"）で、 指導者または戦士（クシャトリヤ）の主。

、とするものがある。

## 歴史
1674年6月、シヴァージーはマラーター王国を創始した際、王の称号として「チャトラパティ」を採用した。
1680年4月、シヴァージーが死ぬと、後継者サンバージーもまたこの称号を使い、弟のラージャーラームをはじめ、以降滅亡まで歴代の君主がこの称号を使用した。